# Магерштайн
Магерштайн (нем. Magerstein, итал. Monte Magro) — гора в горной цепи Ризерфернергруппе системы Центральных Восточных Альп. Расположена в итальянской провинции Южный Тироль области Трентино-Альто-Адидже. С пиком 3273 м Магерштайн вместе с пиком Вильдгалль является третьей по высоте вершиной массива Ризерфернергруппе.

## Описание

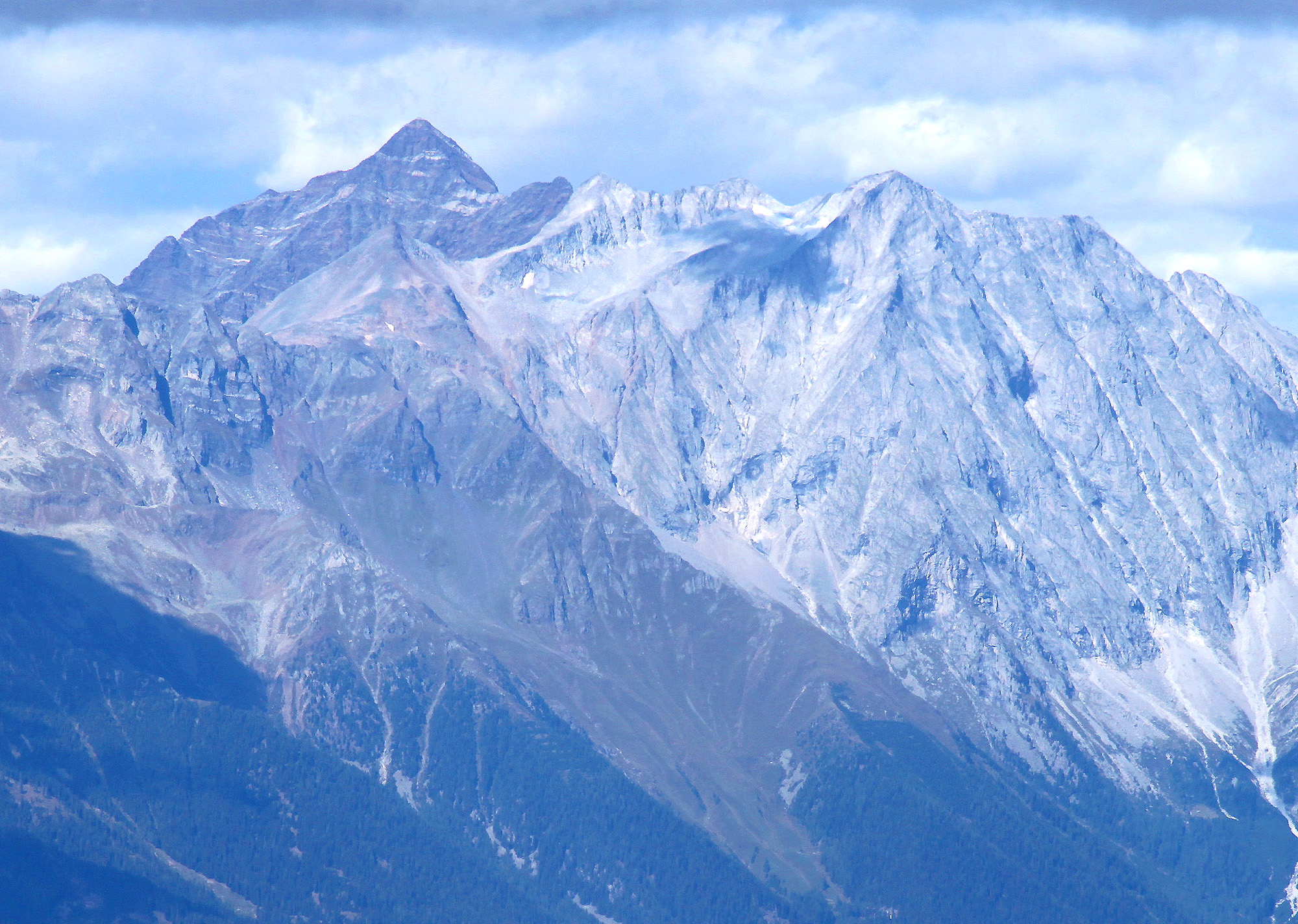
Шнеебигер Нок (слева) и Магерштайн (справа). Вид с юга.

Гора Магерштайн находится в итальянском Южном Тироле. Она расположена недалеко, примерно в 1,2 км к северо-западу, от более высокого Шнеебигер Нок (3358 м), с которым Магерштайн соединён хребтом, на котором дальше возвышаются Фрауэнкёпфль (3251 м) и Фернеркёпфль (3248 м). При взгляде с юга в долину Антхольц, однако, Магерштайн является доминирующей вершиной, потому что он заслоняет вид на Шнеебигер Нок. На северной стороне Магерштайна, между северо-западным и северо-восточным хребтами, находится ледник Западный Ризерфернер, самый большой ледник в группе Ризерфернер. Как и все окрестности, Магерштейн входит в природный парк Ризерфернер-Арн (итал. Parco Naturale Vedrette di Ries-Aurina).

## Восхождение
На вершину впервые взошли Рейнхольд Зайерлен и профессор Рейшл из Штутгарта со Стефаном Кирхлером 10 июля 1878 года. Отправной точкой была тогдашняя хижина Ризерфернер-Хютте на северной стороне горы, которая теперь является хижиной Касселер-Хютте (также называемой хижиной Хохгалль-Хютте). Они достигли вершины через 2 часа после выхода с долины Антхольц. 20 августа того же года Дж. Грегер и Макс Дернбергер из Вены также вышли от хижины Ризерфернер-Хютте, поднялись на гору прямо по северному склону и преодолели крутой ледяной склон.